# Neutrino tau
Neutrino tau hay neutrino tauon là một hạt cơ bản có ký hiệu là ν
τ có điện tích bằng không. Cùng với tau (τ), nó tạo thành thế hệ thứ ba của lepton, do đó có tên neutrino tau. Sự tồn tại của nó ngay lập tức được ngụ ý sau khi hạt tau được phát hiện trong một loạt thí nghiệm giữa năm 1974 và 1977 bởi Martin Lewis Perl cùng với các đồng nghiệp của ông tại nhóm SLAC-LBL. Việc phát hiện ra neutrino tau được công bố vào tháng 7 năm 2000 bởi sự hợp tác của DONUT (Quan sát Trực tiếp của Nu Tau).

## Phát hiện
Neutrino tau là hạt cuối cùng trong số các lepton, và là hạt gần đây nhất của Mô hình Chuẩn được phát hiện. Thí nghiệm DONUT của Fermilab được xây dựng trong những năm 1990 để phát hiện cụ thể neutrino tau. Những nỗ lực này đã có kết quả vào tháng 7 năm 2000, khi sự hợp tác của DONUT báo cáo việc phát hiện ra nó.